# Thibert Creek
Thibert Creek är ett vattendrag i Kanada.   Det ligger i provinsen British Columbia, i den centrala delen av landet, 3 900 km väster om huvudstaden Ottawa. Thibert Creek ligger vid sjön Dease Lake.
Trakten runt Thibert Creek är nära nog obefolkad, med mindre än två invånare per kvadratkilometer.